# Tatanka (film)
Pour plus de détails, voir Fiche technique et Distribution.
Tatanka est un film italien réalisé par Giuseppe Gagliardi (it), sorti en 2011.
Le film s'inspire du récit de Roberto Saviano, « Tatanka scatenato », inclus dans La bellezza e l'inferno.
Le protagoniste du film est le boxeur Clemente Russo, champion du monde et médaillé olympique, à son début au cinéma.

## Fiche technique
- Titre : Tatanka
- Réalisation : Giuseppe Gagliardi (it)
- Scénario : Maurizio Braucci, Giuseppe Gagliardi, Massimo Gaudioso, Salvatore Sansone, Stefano Sardo et Roberto Saviano
- Musique : Peppe Voltarelli
- Photographie : Michele Paradisi
- Montage : Simone Manetti
- Production : Gianluca Curti et Galliano Juso
- Société de production : Margherita Film, Gruppo Minerva International et Rai Cinema
- Pays :  Italie
- Genre : Policier et drame
- Durée : 100 minutes
- Dates de sortie : 
  -  Italie : 6 mai 2011

## Distribution
- Clemente Russo : Michele adulte
- Rade Šerbedžija : Vinko
- Giorgio Colangeli : Sabatino
- Susanne Wolff : Petra
- Carmine Recano : Rosario adulte
- Raiz : Salvatore Vitello
- Damir Todorovic : Sasha
- Sascha Zacharias : Caroline
- Claudia Ruffo : Luisella
- Lorenzo Scialla : Michele jeune
- Luisa Di Natale : Luisella jeune
- Vincenzo Pane : Rosario jeune